# 圆叶锐齿槭
圆叶锐齿槭（学名：Acer hookeri var. orbiculare）为槭树科槭属下的一个变种。

## 扩展阅读
- 維基物種上的相關：圆叶锐齿槭